# An American Life
An American life è un'autobiografia del 1990 del presidente statunitense Ronald Reagan. Pubblicata due anni dopo la fine del suo mandato, il libro raggiunse l'ottava posizione nella classifica dei best seller stilata dal New York Times.

## Contenuto
Il libro è composto da 748 pagine, che descrivono la vita di Reagan dalla sua nascita a Tampico, la sua carriera d'attore, i matrimoni, l'entrata in politica, gli anni come Governatore della California, la sconfitta alle primarie repubblicane per l'Elezioni presidenziali statunitensi del 1976 fino ad arrivare agli anni come presidente degli Stati Uniti d'America.
In questa autobiografia rivela gli eventi che lo portarono alla sua restia candidatura alle elezioni del 1976, oltre ai suoi rapporti col congresso ed i suoi punti di vista sul mondo e sulla guerra fredda.

## Vita privata
Reagan si sposò due volte: Il primo matrimonio fu con l'attrice Jane Wyman dal 1940 al 1948. Reagan ne parla soltanto in un paragrafo del suo libro, dicendo soltanto che nonostante il matrimonio non funzionò, vennero alla luce due splendidi figli.
Ebbe il secondo matrimonio con Nancy Reagan nel 1952, scrivendo così nel suo libro: "A volte, penso che la mia vita sia iniziata soltanto quando ho conosciuto Nancy".

## Presidenza
Il libro ripercorre la maggior parte degli eventi che sono accaduti durante la sua presidenza, dal 1981 al 1989. 
Uno degli eventi più degni di nota, mancante però nel libro, è che Reagan non parla del rifiuto di Robert Bork come giudice della corte suprema.
Una delle cose più controverse di Reagan come presidente furono le sue politiche economiche, denominate in seguito Reaganomics.

## Critica
Quando il libro fu pubblicato, raggiunse l'ottava posizione nella classifica dei best seller del New York Times. Alcuni autori, critici e giornalisti furono d'accordo nel dire che questo libro presentava soltanto un'immagine della vita di Reagan, mentre altri discutevano sul suo scopo e sul suo valore storico.